# Thomas Warrock
Thomas Warrock ou Warwick, actif entre 1580-1590, est un compositeur anglais.
Il est organiste et maître de chœur à la Cathédrale d'Hereford entre 1586 et 1589, comme assistant de John Bull. En 1588 il est organiste du Collège de Hereford.
Il laisse deux pièces incluses dans le Fitzwilliam Virginal Book : Pavana & Galiarda (n° 97 et 98).

## Discographie
- Byron Schenkman, The Fitzwilliam Virginal Book (2003, Centaur CRC 2638)